# Fasemodulatie

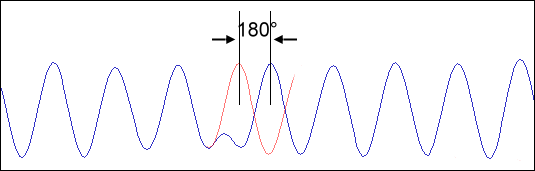
Fasemodulatie

Fasemodulatie (PM = Phase Modulation, PSK = Phase Shift Keying) is een modulatietechniek waarbij de  fase-hoek van de draaggolf door het modulerend signaal gemoduleerd wordt. Fasemodulatie lijkt op frequentiemodulatie omdat de afgeleide van de fase de frequentie zelf is.   
De ontvangst van een PM-gemoduleerd signaal is (voor spraaksignalen) ook mogelijk met een FM-ontvanger. Het is dan wel beter om een eerste-orde integrerend filter na de demodulatie toe te passen, om het verschil tussen fase- en frequentiemodulatie op te vangen.
Een fasegemoduleerd signaal ut kan voorgesteld worden door:
{\displaystyle u_{t}=A_{0}\sin \left(2\pi ft+\Phi _{t}\right)}
- {\displaystyle f}: draaggolffrequentie in hertz
- {\displaystyle t}: tijd (seconde)
- {\displaystyle A_{0}}: Amplitude van de draaggolf
- {\displaystyle \Phi _{t}}: over te dragen signaal

Fasemodulatie wordt toegepast voor transmissie van digitale signalen zoals in modems en bij digitale geluidssynthese.
FM · 
Wavetable · 
Additief · 
Subtractief · 
Phase Distortion · 
Fasemodulatie · 
Physical modelling · 
Virtueel analoog · 
Formant · 
Sample-gebaseerd · 
Granulair